# Castianeira gertschi
Castianeira gertschi är en spindelart som beskrevs av Benjamin J. Kaston 1945. Castianeira gertschi ingår i släktet Castianeira och familjen flinkspindlar. Inga underarter finns listade.